# Nervus mandibularis
De nervus mandibularis (V3) is de derde aftakking van de nervus trigeminus.
Deze laagste en grootste aftakking van de nervus trigeminus wordt hoofdzakelijk gevormd door de sensibele vezels naar onderkaak, met bijbehorende tanden, de onderlip, de tong, de buitenste gehoorgang, de hersenvliezen en de huid van de kin. Daarnaast is de nervus mandibularis de enige tak van de nervus trigeminus die motorische zenuwvezels bevat. Deze vezels innerveren met name de kauwspieren, de musculus masseter, de musculus temporalis, de musculus pterygoideus medialis en de musculus pterygoideus lateralis.
Zowel het sensorische als het motorische deel loopt vanuit de middelste schedelbasisgroeve door het foramen ovale ossis sphenoidalis, waarna zij bijeenkomen. De zenuw daalt vervolgens af en splitst al gauw in een anterieur en een posterieur deel.

## Aftakkingen
Nervus mandibularis splitst zich verder na het foramen ovale gepasseerd te zijn.
Voor de tweedeling in een anterieur en een posterieur deel splitsen af:
- de nervus spinosus (meningeale tak)
- de nervus pterygoideus medialis

Vanuit het anterieure deel splitsen af:
- de nervus massetericus
- de nervi temporales profundi
- de nervus buccalis (loopt naar de wang)
- de nervus pterygoideus lateralis

Vanuit het posterieure deel splitsen af:
- de nervus auriculotemporalis
- de nervus lingualis
- de nervus alveolaris inferior (innervatie tanden en kiezen)

I: N. olfactorius · II: N. opticus · III: N. oculomotorius · IV: N. trochlearis · V: N. trigeminus (N. ophthalmicus · N. maxillaris · N. mandibularis) · VI: N. abducens · VII: N. facialis · VIII: N. vestibulocochlearis · IX: N. glossopharyngeus · X: N. vagus · XI: N. accessorius · XII: N. hypoglossus